# Udarna diverzanska postrojba Jelen
Udarna diverzantska postrojba Jelen, hrvatska vojna postrojba u Domovinskom ratu. 

## Osnutak
Formirana je 1. svibnja 1992. godine po odluci zapovjednika operativne grupe istočne Posavine Vinka Štefaneka, a sačinjavali su je pripadnici najelitnijih postrojbi  HV-a i MUP-a, AT Vukovi, 4. gbr. Pauci, 7. gbr. Pume, 1. gbr. Tigrovi. Prvi i jedini zapovjednik bio je Božidar Horvat zvani Jelen.

## Ratni put
Od osnutka postrojba koristi se diljem Hrvatske.

1993. godine u proljeće na poziv Slobodana Praljka, a po preporuci ministra obrane Gojka Šuška, postrojba dolazi u Čitluk gdje ju Slobodan Praljak proglašava „udarno diverzantskom postrojbom“ glavnog stožera HVO-a. A za zapovjednika postrojbe opet postavlja Božidara Horvata – Jelena. Postrojba je tijekom rata diljem Hrvatske i Herceg Bosne vršila niz najvećih i najsloženijih operacija u domovinskom ratu.
Iako je zapovjednik Božidar Horvat - Jelen predvodio u Oluji prodor preko Kupe u grad Petrinju ističe da je akcija koju je nazvao Hajduk bila najteža i najkompleksnija u kojoj su Jeleni sudjelovali, a tu je akciju nazvao po nogometnom klubu iz Splita Hajduk u znak velikog poštovanja prema tom klubu.

1995. godine postrojba djeluje na obrani Orašja, te biva usmeno pohvaljena na Hrvatskoj radio televiziji od strane predsjednika dr. Franje Tuđmana.